# Troponina T
La troponina T es una de las proteínas que forma parte del complejo de la troponina. Se une a la tropomiosina en las fibras musculares manteniéndola unida entre la actina y la miosina. 

## Tipos
Existen tres subtipos principales de la troponina T, localizados en diferentes tejidos:
- La isoforma troponina T en el músculo liso de contracción lenta, denominada TNNT1 y localizada en el cromosoma 19q13.4 (OMIM 191041). Se ha demostrado que esta isoforma tiene 4 subtipos proteicos con leves variaciones estructurales codificados por el mismo gen.[1]
- La isoforma troponina T cardíaca, denominada TNNT2 y localizada en el cromosoma 1q32 (OMIM 191045)
- La isoforma troponina T en el músculo liso de contracción rápida, denominada TNNT3 y localizada en el cromosoma 11p15.5 (OMIM 600692)

## Patologías
El gen responsable de la miocardiopatía dilatada se encuentra en el cromosoma 1q32, que es la misma ubicación del gen de la troponina T cardíaca TNNT2. Defectos en el gen que codifica a la troponina T resulta en una forma de miocardiopatía hereditaria llamada miocardiopatía hipertrófica, la causa más frecuente de muerte súbita cardiaca en atletas jóvenes. Un gen para AD2B ha sido mapeado en el cromosoma 11p15.5, la misma ubicación del gen TNNT3 de la troponina T del músculo liso de contracción rápida, responsable para la variabilidad clínica observada en el síndrome de Freeman-Sheldon, un tipo de artrogriposis.